# Кипсар, Георгий Фёдорович
Георгий Фёдорович Кипсар (1908—1994) — советский инженер-нефтяник.

## Биография
Окончил МНИ имени И. М. Губкина (1931).
Работа:
- 1931—1942 инженер, главный инженер Апшеронского промысла треста «Майнефть»;
- 1942—1945 старший инженер, начальник сектора Наркомнефти;
- 1945—1954 начальник отдела, главный инженер — зам. начальника Главвостокнефтедобычи Миннефтепрома;
- 1954—1966 генеральный директор АО «Совпромпетроль», экономический советник ГУЭС, СЭВ, ГКЭС;
- 1966—1974 зам. начальника (1966—1970), старший инженер Управления внешних сношений Миннефтепрома СССР;
- 1974—1977 старший инженер, старший научный сотрудник ВНИИнефть.

С 1977 года на пенсии.

## Награды и премии
- Сталинская премия первой степени (1950) — за разработку и освоение законтурного заводнения Туймазинского нефтяного месторождения, значительно повысившего его нефтеотдачу
- два ордена Трудового Красного Знамени
- Почётный нефтяник СССР.